# Hydrowoodwardit
Hydrowoodwardit ist ein selten vorkommendes Mineral aus der Mineralklasse der „Sulfate, Selenate, Tellurate, Chromate, Molybdate und Wolframate“. Es kristallisiert im trigonalen Kristallsystem mit der chemischen Zusammensetzung [Cu1-xAlx(OH)2][(SO4)x/2(H2O)n] (bei x < 0,67) oder etwas vereinfacht ~ [(Cu,Al)9(OH)18][(SO4)2·nH2O] und entwickelt überwiegend blass blaue bis blaue, traubige oder stalaktitische, poröse Mineral-Aggregate und krustige Überzüge, wobei diese Krusten quadratmetergroße Ausdehnungen erreichen können.
Hydrowoodwardit bildet mit Glaukokerinit eine Mischkristallreihe.

## Etymologie und Geschichte

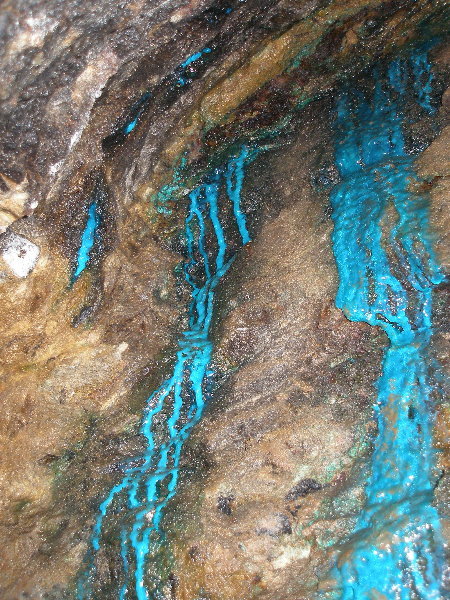
Hydrowoodwardit-Adern an den Grubenwänden von St. Briccius, Königswalde bei Annaberg
(Bildbreite: ca. 0,5 m)

Hydrowoodwardit wurde aufgrund seiner engen Beziehung zu Woodwardit als „hydratisiertes Woodwardit“ (wasserhaltiges Woodwardit) benannt.
Erstmals wissenschaftlich beschrieben wurde Hydrowoodwardit 1996 durch Thomas Witzke, der seine Ergebnisse und den gewählten Namen bei der International Mineralogical Association (IMA) zur Prüfung des Mineralstatus einreichte (Eingangs-Nr.: IMA1996-038). Diese erkannte den Hydrowoodwardit noch im selben Jahr als eigenständig an. Veröffentlicht wurden die Untersuchungsergebnisse und der anerkannte Name Hydrowoodwardit 1999 im Wissenschaftsmagazin „Neues Jahrbuch für Mineralogie - Monatshefte“.
Da bei der Analyse Material aus der Grube St. Briccius in der sächsischen Gemeinde Königswalde bei Annaberg verwendet wurde, gilt diese als Typlokalität. Allerdings wurde diese Grube, von einigen Unterbrechungen abgesehen, bereits vom 15. bis zum 19. Jahrhundert bergmännisch zur Gewinnung von Kupfer, Silber und Zinn genutzt. Das Mineral wird also schon in dieser Zeit gesichtet worden sein, wurde jedoch entweder nicht beachtet oder als Kupfervitriol verkannt.

## Klassifikation
Da der Hydrowoodwardit erst 1996 als eigenständige Mineralart anerkannt wurde, ist er in der veralteten 8. Auflage der Mineralsystematik nach Strunz noch nicht aufgeführt.
In der zuletzt 2018 überarbeiteten Lapis-Systematik nach Stefan Weiß, die formal auf der alten Systematik von Karl Hugo Strunz in der 8. Auflage basiert, erhielt das Mineral die System- und Mineralnummer VI/D.08-042. Dies entspricht der Klasse der „Sulfate, Chromate, Molybdate und Wolframate“ und dort der Abteilung „Wasserhaltige Sulfate, mit fremden Anionen“, wo Hydrowoodwardit zusammen mit Bechererit, Camérolait, Carbonatcyanotrichit, Carrboydit, Chalkoalumit, Cyanotrichit, Glaukokerinit, Hydrombobomkulit, Kyrgyzstanit, Mbobomkulit, Nickelalumit, Spangolith und Woodwardit eine unbenannte Gruppe mit der Systemnummer VI/D.08 bildet.
Die von der International Mineralogical Association (IMA) zuletzt 2009 aktualisierte 9. Auflage der Strunz’schen Mineralsystematik ordnet den Hydrowoodwardit in die Klasse der „Sulfate (Selenate, Tellurate, Chromate, Molybdate und Wolframate)“ und dort in die Abteilung „Sulfate (Selenate usw.) mit zusätzlichen Anionen, mit H2O“ ein. Hier ist das Mineral in der Unterabteilung „Mit ausschließlich mittelgroßen Kationen; Lagen von kantenverknüpften Oktaedern“ zu finden, wo es zusammen mit Carrboydit, Glaukokerinit, Honessit, Hydrohonessit, Motukoreait, Mountkeithit, Natroglaukokerinit, Nikischerit, Shigait, Wermlandit, Woodwardit, Zinkaluminit und Zincowoodwardit sowie den bisher anerkannten CO3-SO4-Hydrotalcit-18.5Å, SO4-Hydrotalcit-8.8Å und SO4-Hydrotalcit-11Å die „Woodwarditgruppe“ mit der Systemnummer 7.DD.35 bildet.
In der vorwiegend im englischen Sprachraum gebräuchlichen Systematik der Minerale nach Dana hat Hydrowoodwardit die System- und Mineralnummer 31.02.02.02. Das entspricht der Klasse der „Sulfate, Chromate und Molybdate“ und dort der Abteilung „Wasserhaltige Sulfate mit Hydroxyl oder Halogen“. Hier findet er sich innerhalb der Unterabteilung „Wasserhaltige Sulfate mit Hydroxyl oder Halogen mit (A+B2+)6(XO4)Zq × x(H2O)“ in der  „Woodwarditgruppe“, in der auch Woodwardit, Zincowoodwardit, Zincowoodwardit-1T und Zincowoodwardit-3R eingeordnet sind.

## Kristallstruktur

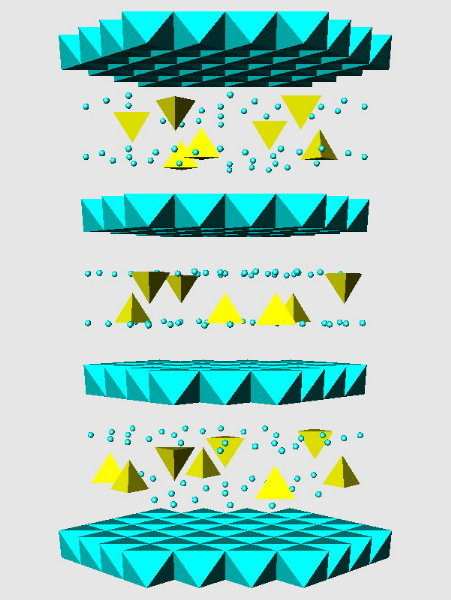
Kristallstruktur von Hydrowoodwardit mit brucitähnlichen Metall^{2+}-Metall^{3+}-Hydroxidschichten und Zwischenschichten mit Sulfat (gelbe Tetraeder) und Wasser

Hydrowoodwardit kristallisiert trigonal in der Raumgruppe R3m (Raumgruppen-Nr. 166) mit den Gitterparametern a = 3,07 Å und c = 31,9 Å sowie 3 Formeleinheiten pro Elementarzelle.

## Eigenschaften
An der Luft dehydratisiert Hydrowoodwardit innerhalb weniger Wochen, das heißt, er verliert einen Teil seines Kristallwassers und wandelt sich schließlich in Woodwardit um. Dabei verringert sich der Basisabstand ohne Zwischenstufen von 10,65 Å (Hydrowoodwardit) auf 8,8 Å (Woodwardit), wodurch sich die beiden Minerale röntgenografisch leicht unterscheiden lassen.

## Bildung und Fundorte

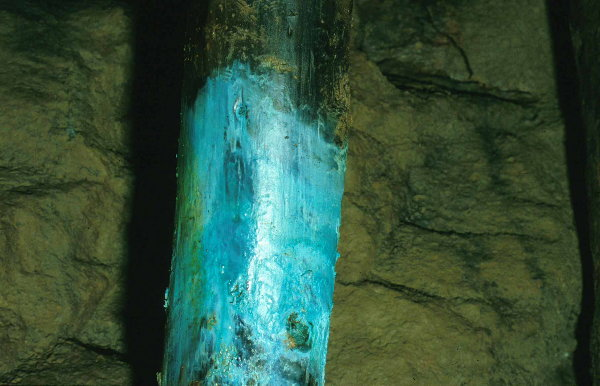
Hydrowoodwardit auf Grubenholz aus der Grube St. Christoph, Bärenhecke bei Glashütte

Hydrowoodwardit bildet sich in seltenen Fällen in oxidierten Teilen von Metallsulfid-Gruben. Begleitminerale sind unter anderem Woodwardit, Schulenbergit, Namuwit, Brianyoungit, Langit und Linarit.
Weltweit konnte Hydrowoodwardit bisher (Stand: 2010) nur an wenigen Orten nachgewiesen werden:
- In Deutschland trat das Mineral neben seiner Typlokalität Grube „St. Briccius“ noch in der Grube „St. Christoph“ bei Bärenhecke (Glashütte), im Schacht „Vater Abraham“ bei Lauta, in der Grube „St. Johannes“ bei Wolkenstein und in der Grube „Gelbe Birke“ bei Beierfeld in Sachsen sowie in der Grube „Wildermann“ bei Müsen in Nordrhein-Westfalen auf.[5]
- In Bolivien fand sich Hydrowoodwardit in der „Pepitos Mine“ bei Huanuni.[5]
- Aus Griechenland wurden Funde des Minerals bei der „Hilarion Mine“ auf der großen Halde von Kamariza bei Agios Konstantinos und in der „Maria Mine“ in der Gemeinde Agia Varvara (Attika) beschrieben.[5]
- Bereits seit 1976 war das Mineral auch in Caernarfonshire (auch Carnarvonshire, Wales) bekannt, wurde aber von Nickel nur unvollständig beschrieben und nicht benannt.[3]